# Blake Michael
Blake Michael (Atlanta, 1996. július 31. –) amerikai színész.
Legismertebb alakítása Tyler James a 2012 és 2015 között futó Az eb és a web című sorozatban. 2011-ben a Limonádé című filmben szerepelt.

## Pályafutása
2010 júniusában megkapta Charlie Delgado szerepét a Disney Channel Limonádé című filmjében. 2012 és 2015 között Az eb és a web című sorozat főszereplője volt. 2015-ben Chase szerepében tűnt fel az I Killed My BFF című televíziós filmben.

## Filmográfia

### Film
| Év   | Magyar cím               | Eredeti cím                                 | Szerep           | Megjegyzések              |
| ---- | ------------------------ | ------------------------------------------- | ---------------- | ------------------------- |
| 2004 |                          | Chosen                                      | éttermi vendég   | rövidfilm                 |
| 2008 |                          | Elephant Juice                              | Jim              | rövidfilm                 |
| 2009 |                          | Magellan                                    | Austin Brewer    | rövidfilm                 |
| 2010 | Kövesd az álmaidat       | No Limit Kids: Much Ado About Middle School | Zach             |                           |
| 2011 | A kórboncnok             | The Mortician                               | utcagyerek       |                           |
| 2011 |                          | Living with N.A.D.S.: The Jimmy Epson Story | Jimmy Epson      | rövidfilm                 |
| 2016 | Éjszaka a kísértetházban | Mostly Ghostly: One Night in Doom House     | Nicky            | magyar hangja Molnár Áron |
| 2017 |                          | The Student                                 | Vance Van Sickle |                           |
| 2019 | Az utca hercegnője       | Princess of the Row                         | Pete             |                           |

### Televízió
| Év        | Magyar cím                       | Eredeti cím                 | Szerep                   | Megjegyzések                                          |
| --------- | -------------------------------- | --------------------------- | ------------------------ | ----------------------------------------------------- |
| 2007      |                                  | October Road                | Ronny fiatalon           | 1 epizód                                              |
| 2008      | Mit rejt Jimmy koponyája?        | Out of Jimmy's Head         | gyerek                   | 1 epizód                                              |
| 2011      | Limonádé                         | Lemonade Mouth              | Charlie Delgado          | - tévéfilm - magyar hangja: - Czető Roland            |
| 2012      | True Blood – Inni és élni hagyni | True Blood                  | Alcide Herveaux fiatalon | 1 epizód                                              |
| 2012–2015 | Az eb és a web                   | Dog with a Blog             | Tyler James              | - főszereplő - magyar hangja:[forrás?] - Czető Roland |
| 2013      | Melissa & Joey                   | Melissa & Joey              | Archer Adams             | 1 epizód                                              |
| 2015      |                                  | I Killed My BFF             | Chase                    | tévéfilm                                              |
| 2018      | Voltron: A legendás védelmező    | Voltron: Legendary Defender | Curtis (hangja)          | 8 epizód                                              |